# 1923 en France
Chronologie de la France
- 1919
- 1920
- 1921
- 1922
- 1923
- 1924
- 1925
- 1926
- 1927

Cette page concerne l'année 1923 du calendrier grégorien.

## Événements
- 1er janvier : démission du secrétaire général du PCF Ludovic Oscar Frossard qui s'oppose aux décisions du congrès de 1922 qui demandent l'exclusion des membres du parti francs-maçons ou appartenant à la ligue des droits de l'homme[1].
- 2-4 janvier : conférence de Paris. « Rupture cordiale », entre la France et le Royaume-Uni : réunis à Paris, les Alliés ne parviennent pas à trouver un accord sur la question des réparations allemandes. Poincaré annonce que la France passera outre l’opposition britannique et fera occuper la Ruhr afin de contrôler les activités des usines et des mines de la région[2].
- 6 janvier : premier journal radiodiffusé par la station privée Radiola présenté par Maurice Vinot[3].

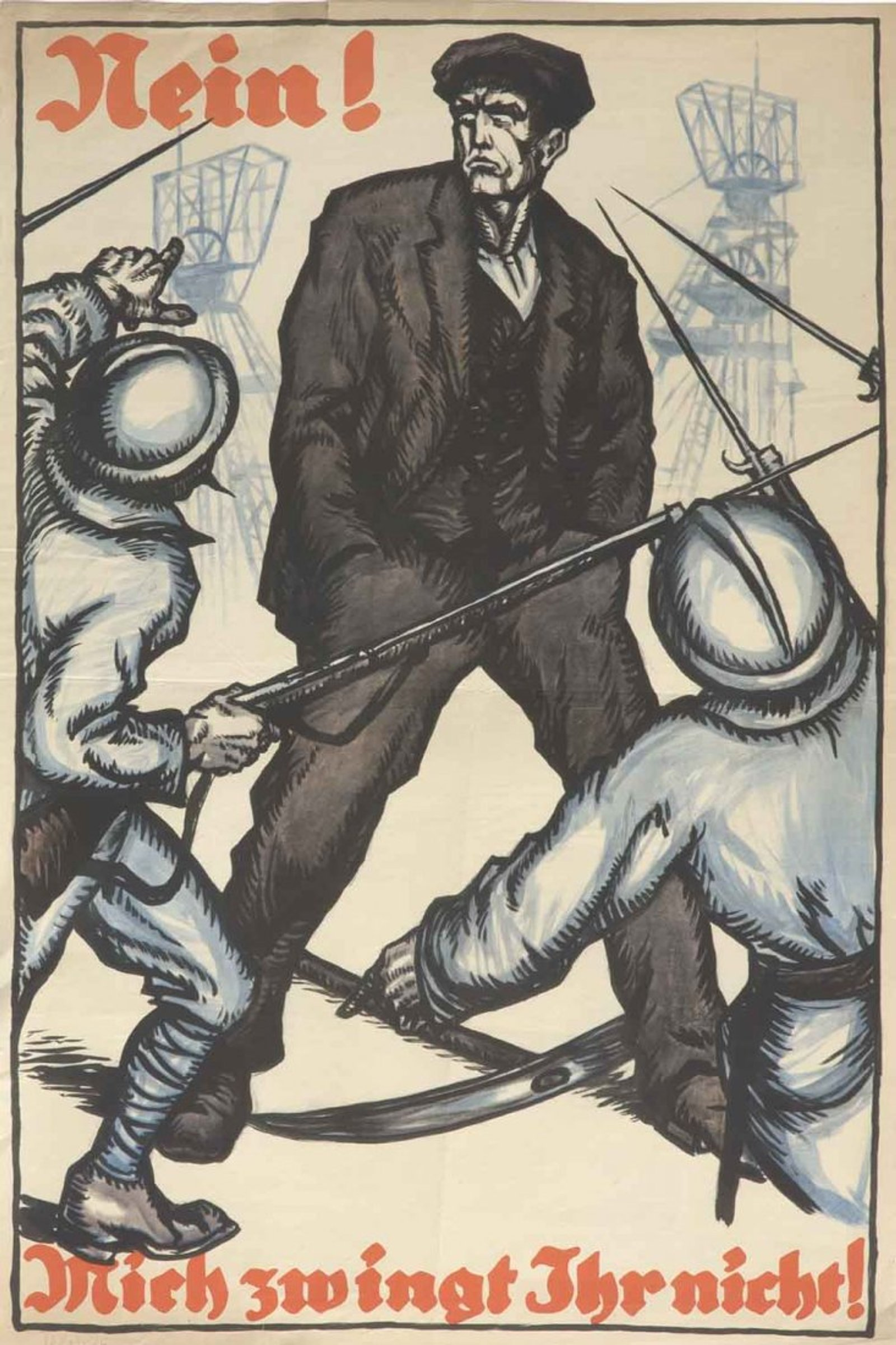
« Non, tu ne me force pas ! » Résistance passive dans la Rhur en 1923

- 11 janvier : des troupes françaises et belges occupent la région de la Ruhr réclamant le paiement par l’Allemagne de la dette de guerre. Dès le 19 janvier, une résistance passive, sous forme de grèves généralisées, et financée par la république de Weimar s’organise[4].
- 20 janvier : des dirigeants communistes sont arrêtés et emprisonné en raison de leur opposition à l’occupation de la Ruhr, dont le député Marcel Cachin, Pierre Semard, Gaston Monmousseau, Georges Marrane, Henri Gourdeaux, etc. Cachin les autres députés communistes sont déférés en mai devant le Sénat, constitué en Haute Cour de justice, sous l'accusation d'atteinte à la sûreté intérieure et extérieure de l'État[5]. Le 24 mai, le Sénat se déclare incompétent[6].
- 22 janvier : le secrétaire de la Ligue d'Action française, Marius Plateau est assassiné par balles au siège de la Ligue par la jeune anarchiste Germaine Berton[7].

- 4 février : première sortie officielle d'une patrouille formée de sept jeunes scouts juifs, qui marque l'origine du mouvement scout Éclaireuses et éclaireurs israélites de France EEIF (EIF à l'origine) créé par Robert Gamzon, actuellement un des cinq grands mouvements de la Fédération du scoutisme français[8].
- 28 février : loi de finances prévoyant la création du « carburant national »[9].

- 1er mars : tempête sur le Nord de la France[10].
- 24 mars : le système de l'indigénat est introduit au Togo[11].

- 1er avril : la loi fixe la durée du service militaire à 18 mois et précise le régime des sursis[12].
- 30 avril : le Parti communiste unitaire et l'Union fédérative des travailleurs socialistes fusionnent pour former l'Union socialiste-communiste, partis dissidents du Parti communiste français[13].

- 16 mai : création des groupes de reconnaissance[14].

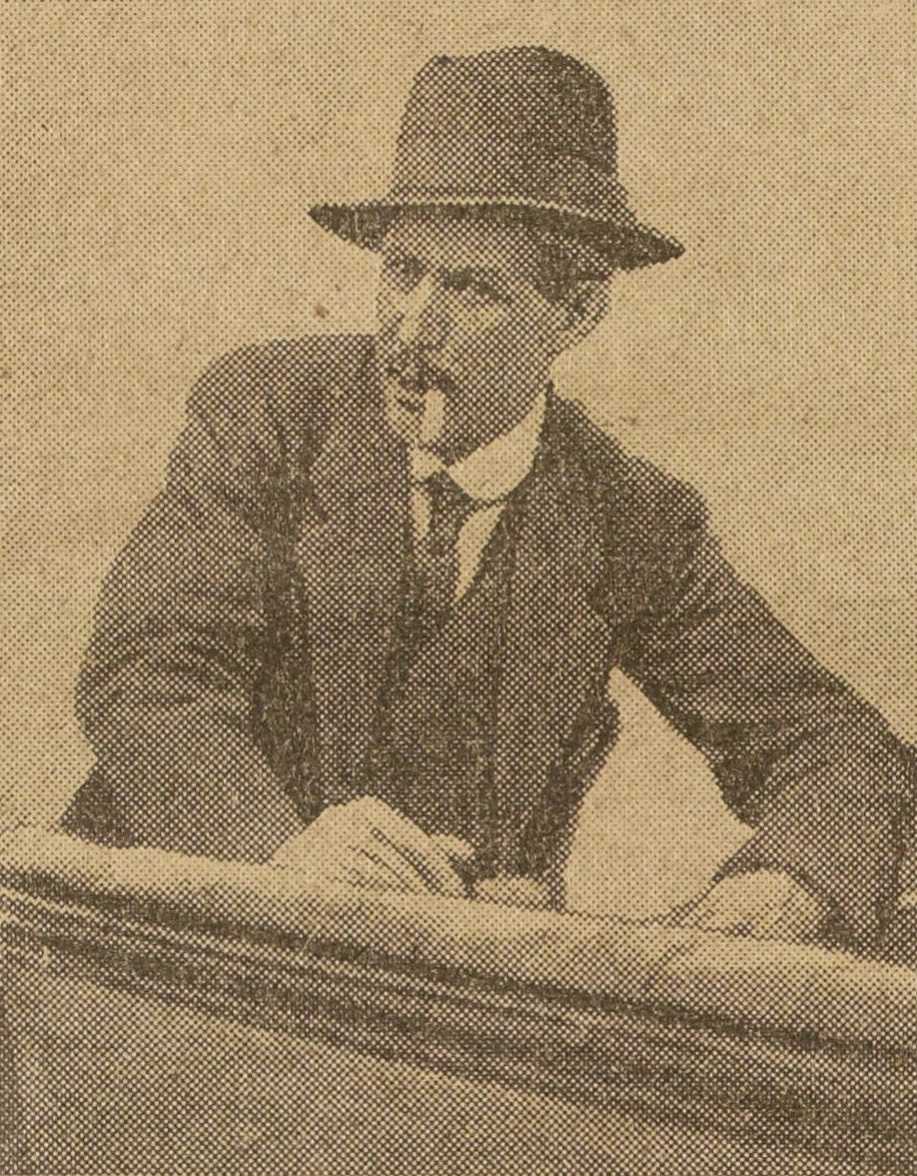
M. Seznec montant dans l'auto de la sûreté générale. Excelsior, 1er juillet 1923

- 25-26 mai : disparition de Pierre Quéméneur. L’enquête aboutit à l'inculpation de Guillaume Seznec de meurtre et de faux en écriture privée. Le 4 novembre 1924, il est condamné aux travaux forcés à perpétuité. Depuis 1923, l'affaire Seznec fait épisodiquement la une des journaux, favorisée par des campagnes pour la révision du procès (quatorze demandes formulées entre 1926 et 2001)[15].

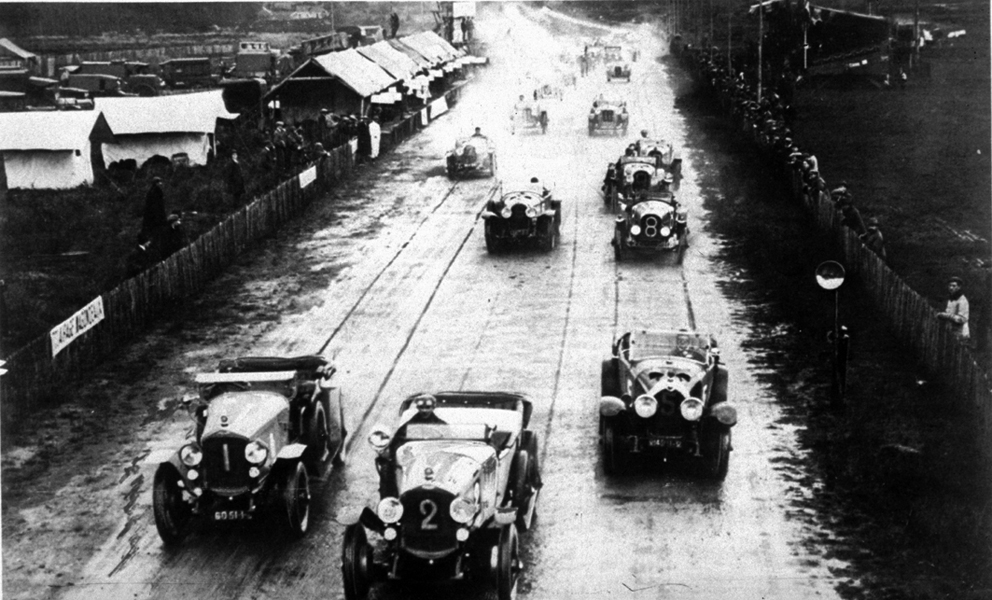
24 Heures du Mans 1923

- 26 - 27 mai : première édition des 24 Heures du Mans[16].
- 31 mai : les députés Marc Sangnier, Maurice Viollette et Marius Moutet sont battus, enduits de goudron ou d'encre d'imprimerie par les Camelot du roi, alors qu'ils se rendent à une manifestation contre l’occupation de la Ruhr[17].

- 15 juin : à la suite d’acte de violence commis par les Camelot du roi contre les trois députés, Poincaré assure à la Chambre que les poursuites contre le mouvement royaliste seront menées à bien et avertit les radicaux pour qu’ils rompent avec certaines tendances de gauche[17]. Les radicaux entrent dans l'opposition.
- 30 juin : loi de finances[18].
- 17 juin : consécration de l'Église Notre-Dame du Raincy, monument emblématique de l'architecture moderne, construite par les frères Gustave et Auguste Perret[19].

- 25 septembre : fin de la résistance passive dans la Ruhr proclamée par Gustav Stresemann[4].

- 18 octobre-4 novembre : 1er salon des arts ménagers à Paris créé à l'initiative de Jules-Louis Breton[20].
- 23-25 octobre : Poincaré accepte la constitution d’une commission d’experts chargée d’examiner la question des réparations[21].

- 23 novembre : sortie de Cœur fidèle, film de Jean Epstein[22].

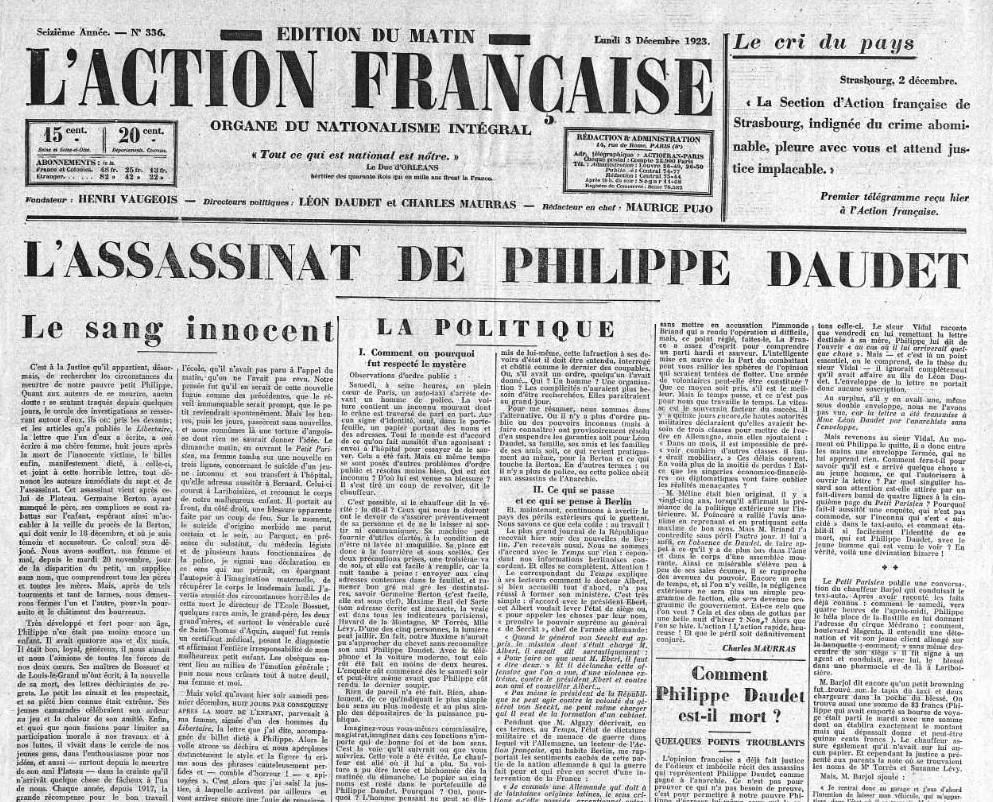
L'Action française du 3 décembre 1923.

- 24 novembre : le jeune Philippe Daudet est retrouvé mort d'une balle à la tête à l'arrière d'un taxi boulevard Magenta. Son père Léon Daudet lance une campagne dans l’Action française où il réfute le suicide et accuse plusieurs hauts fonctionnaires de police de complicité de meurtre. Il est condamné en 1925 à cinq mois de prison pour diffamation (affaire Philippe Daudet)[23].
- 30 novembre : ouverture au Grand Palais à Paris du premier salon de la radio intitulé « Exposition de physique et de TSF ». Il y est présenté le Radiola-secteur, le premier poste récepteur sans batterie qu'on peut brancher directement sur une prise électrique[24].

- 17 décembre : le PCF propose à la SFIO de constituer un bloc ouvrier et paysan en vue des prochaines élections. Les socialistes refusent et optent pour le Cartel des gauches[1].
- 29 décembre : limitation de l’augmentation des loyers à 75 % du prix du loyer en vigueur au 1er août 1914[25].

## Naissances en 1923
- 2 janvier : Pierre Schwed, résistant français, spécialiste reconnu des questions de géostratégie († 10 août 2006).
- 11 janvier : Jacqueline Maillan, comédienne française († 12 mai 1992).
- 26 février : Claude Parent, architecte français († 27 février 2016).
- 9 mars : André Courrèges, couturier français († 7 janvier 2016).
- 15 mars : Joseph Madec, évêque catholique français, évêque émérite de Fréjus-Toulon († 5 février 2013).
- 22 mars : Marcel Marceau, mime français († 22 septembre 2007).
- 9 avril : Albert Decourtray, archevêque de Lyon, cardinal et académicien français († 16 septembre 1994).
- 17 avril : Jacques Sternberg, auteur de Science-fiction franco-belge († 11 octobre 2006).
- 20 avril : Eugène Lecrosnier, évêque catholique français, évêque émérite de Belfort († 15 octobre 2013).
- 10 mai : Claude Piéplu, comédien français († 24 mai 2006).
- 29 mai : Bernard Clavel, écrivain français († 5 octobre 2010).
- 6 juin : René Monory, homme politique français, ancien président du Sénat (1992-1998), créateur du Futuroscope de Poitiers (1987) († 11 avril 2009).
- 7 juin : Jean Baratte, footballeur français († 1er juillet 1986).
- 17 juin : Claude Santelli, réalisateur de télévision, français. († 14 décembre 2001).
- 16 juin : Marc Cassot, acteur français spécialisé dans le doublage († 21 janvier 2016).
- 24 juin : Marc Riboud, photographe français.( † 30 août 2016).
- 25 juin : Gilbert Bourdin, chef spirituel martiniquais de la communauté du Mandarom († 20 mars 1998).
- 6 juillet : Madame Claude, proxénète français († 19 décembre 2015).
- 17 juillet : Léon Taverdet, évêque catholique français, évêque émérite de Langres († 8 août 2013).
- 23 juillet : Claude Luter, clarinettiste de jazz français († 6 octobre 2006).
- 24 juillet : Albert Vanhoye, cardinal français, président émérite de la Commission biblique internationaux († 29 juillet 2021).
- 10 août : Joseph Bialot, écrivain français († 25 novembre 2012).
- 24 août : Jean-Marc Thibault, acteur français († 28 mai 2017).
- 30 août : Roger Pierre, comédien et humoriste français († 23 janvier 2010).
- 13 septembre : Hubert Deschamps, comédien français († 29 décembre 1998).
- 20 septembre : Jean-Pierre Secq, architecte français († 18 avril 2013).
- 7 octobre : Michel Kuehn, évêque catholique français, évêque émérite de Chartres († 18 septembre 2012).
- 12 novembre : Piem (Pierre de Montvallon, dit), dessinateur français († 12 novembre 2021).
- 2 décembre : Léon Schwartzenberg, médecin français († 14 octobre 2003).
- 9 décembre : Jean Orchampt, évêque catholique français, évêque émérite d'Angers († 21 août 2021).
- 31 décembre : Louis Vuillermoz, peintre et lithographe français († 23 septembre 2016).

## Décès en 1923
- 5 décembre : Maurice Barrès, écrivain français.
- 12 décembre : Raymond Radiguet, romancier et poète français.
- 27 décembre : Gustave Eiffel, ingénieur français.